# ЗІП (Кам'янське)
ТОВ ПП «ЗІП» (товариство з обмеженою відповідальністю промислове підприємство «ЗІП») — українська компанія з виробництва лакофарбової продукції зі штаб-квартирою у м. Кам'янське. Заснована у 1995 році. Засновник — Олег Іванович Захорольський. До портфеля брендів входять такі відомі марки, як «TRIORA», «Зебра», «Мальва», «Fixator», «Реальна економія», «MIXOR». Продукція нагороджена преміями, відома не тільки в Україні, але й за кордоном.
Девіз компанії — «Гідне робити доступним»

## Історія і сучасність
Компанія, що починала з «гаражного виробництва» клею, розвинулася до розмірів величезної корпорації з сучасним заводом, власною дослідницкою лабораторією й філіальною мережею. Зараз компанія має власну дистриб'юторську мережу, що охоплює 31 філію.

## Джерело
- Офіційний сайт компанії [Архівовано 21 березня 2022 у Wayback Machine.] (укр.) (рос.)